# One Crimson Night
One crimson night es el primer álbum en vivo de la banda sueca de heavy metal HammerFall, publicado en el año 2003 por el sello Nuclear Blast. Los bonus tracks "The dragon lies bleeding" y "A legend reborn" fueron grabados en vivo en Guadalajara, México. El bonus track "Stronger than all" fue grabado en vivo en Santiago, Chile.

## Lista de canciones

### CD 1
| N.º | Título                        | Escritor(es) | Duración |  |
| 1.  | «Lore of the arcane»          |              | 1:44     |  |
| 2.  | «Riders of the storm»         |              | 4:54     |  |
| 3.  | «Heeding the call»            |              | 5:00     |  |
| 4.  | «Stone cold»                  |              | 7:10     |  |
| 5.  | «Hero's return»               |              | 4:37     |  |
| 6.  | «Legacy of kings»             |              | 4:45     |  |
| 7.  | «Bass solo: Magnus Rosén»     |              | 3:37     |  |
| 8.  | «At the end of the rainbow»   |              | 4:33     |  |
| 9.  | «The way of the warrior»      |              | 4:03     |  |
| 10. | «The unforgiving blade»       |              | 3:49     |  |
| 11. | «Glory to the brave»          |              | 6:35     |  |
| 12. | «Guitar solo: Stefan Elmgren» |              | 2.43     |  |
| 13. | «Let the hammer fall»         |              | 5:50     |  |

### CD 2
| N.º | Título                                   | Escritor(es) | Duración |  |
| 1.  | «Renegade»                               |              | 3:54     |  |
| 2.  | «Steel meets steel»                      |              | 4:37     |  |
| 3.  | «Crimson thunder»                        |              | 7:29     |  |
| 4.  | «Templars of steel»                      |              | 6:10     |  |
| 5.  | «Hearts on fire»                         |              | 4:03     |  |
| 6.  | «HammerFall»                             |              | 8:24     |  |
| 7.  | «The dragon lies bleeding (bonus track)» |              | 5:06     |  |
| 8.  | «Stronger than all (bonus track)»        |              | 4:29     |  |
| 9.  | «A legend reborn (bonus track)»          |              | 5:10     |  |

### DVD
01. Lore of the arcane
02. Riders of the storm
03. Heeding the call
04. Stone cold
05. Hero's return
06. Legacy of kings
07. Bass solo: Magnus Rosén
08. At the end of the rainbow
09. The way of the warrior
10. The unforgiving blade
11. Glory to the brave
12. Guitar solo: Stefan Elmgren
13. Let the hammer fall
14. Renegade
15. Steel meets steel
16. Crimson thunder
17. Templars of steel
18. Gold album award
19. Hearts on fire
20. HammerFall

## Formación
- Oscar Dronjak - Guitarra y voz
- Joacim Cans - Voz
- Stefan Elmgren - Guitarra y voz
- Magnus Rosén - Bajo
- Anders Johansson - Batería

- Datos: Q1935024